# Biały Domek w Augustowie
Biały Domek – zabytkowy obiekt turystyczny w Augustowie w woj. podlaskim.
Budynek znajduje się na pograniczu dzielnic osiedle gen. Bema, Klonownica i Lipowiec przy linii kolejowej nr 40 i ul. Turystycznej. Położony jest nad brzegiem Jeziora Białego nad zatoką Orzechówka. Po drugiej stronie zatoki mieści się zabytkowy Oficerski Yacht Club.
Obiekt powstał w dwudziestoleciu międzywojennym. Przed II wojną światową był ośrodkiem wczasowym 1. Pułku Ułanów Krechowieckich. W 1948 budynek przejęła Liga Morska, włączona w 1951 do Ligi Przyjaciół Żołnierza, przekształconej w 1962 w Ligę Obrony Kraju. Z czasem obiekt stał się częścią składową Wojskowego Domu Wypoczynkowego, mieszczącego się w dawnym Yacht Clubie. W 1999 obiekt został wpisany do rejestru zabytków jako część zespołu Yacht Clubu. Współcześnie jest prywatnym obiektem turystycznym.